# Radica-Kryłowka
Radica-Kryłowka (ros. Радица-Крыловка) – osiedle typu miejskiego w Rosji, w obwodzie briańskim, w okręgu miejskim Briańska. W 2010 liczyło 3526 mieszkańców.
Znajduje tu się przystanek kolejowy Samara-Radica, położony na linii Briańsk – Smoleńsk.